# James Gleick

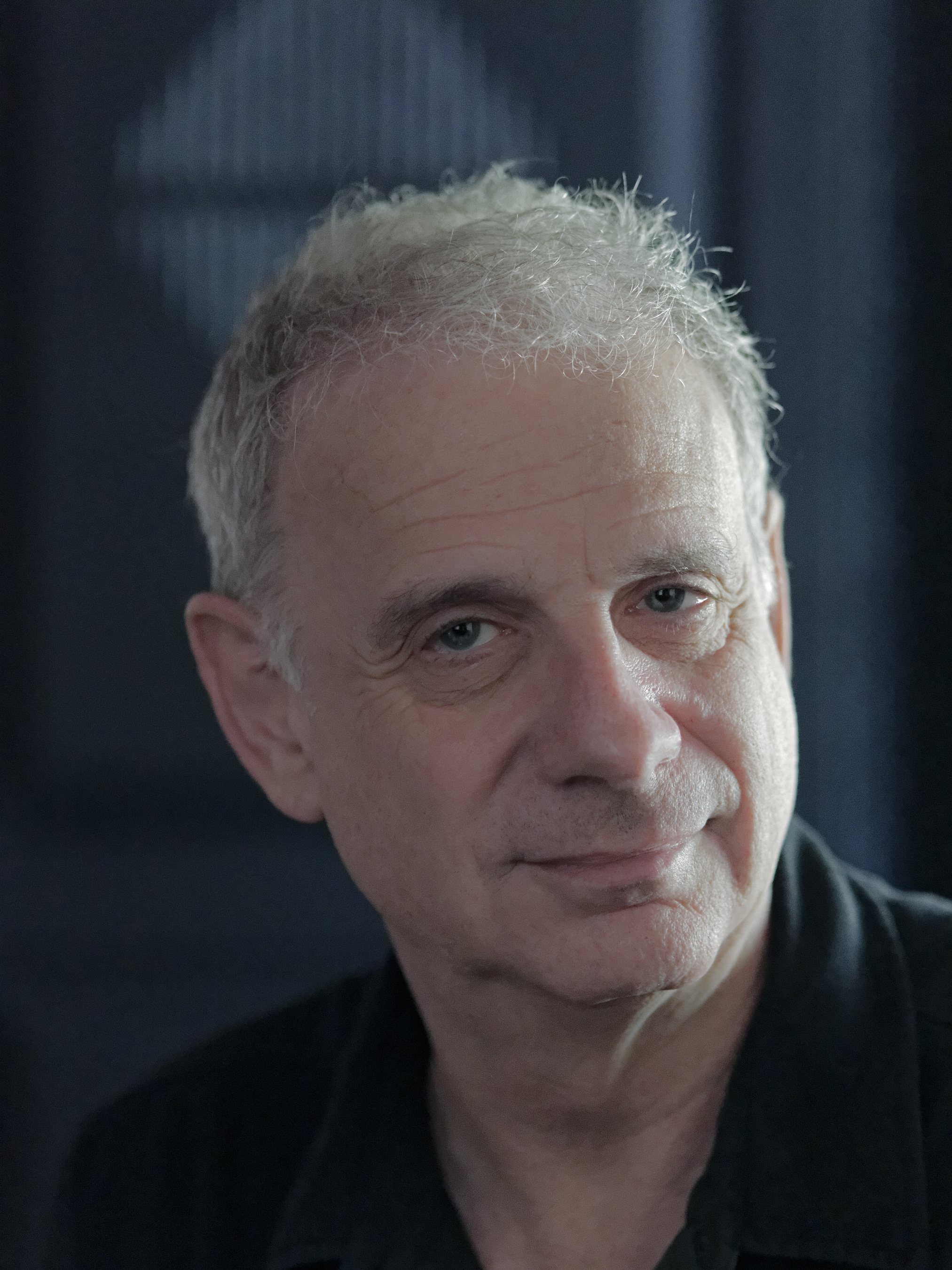
James Gleick

James Gleick (ur. 1 sierpnia 1954) – amerykański dziennikarz i autor książek biograficznych oraz dotyczących rozwoju nauki i technologii. Trzy z nich zdobyły Nagrodę Pulitzera, zostały nominowane do finałów nagrody National Book Award oraz zostały przetłumaczone na ponad dwadzieścia języków.
Reportaże Jamesa Gleicka odnoszące się do działań korporacji Microsoft, poprzedziły dochodzenia antymonopolowe wszczęte wobec Microsoftu w amerykańskim departamencie sprawiedliwości i w Komisji Europejskiej. 
W Polsce ukazała się jego książka Szybciej. Zdaniem Jamesa Gleicka jeżeli jedna cecha miałaby zdefiniować naszą nowoczesną, technokratyczną epokę, to jest nią przyspieszenie. James Gleick analizuje w swojej książce ludzką kondycję na przełomie tysiącleci. Szybciej rzuca światło na najnowsze paradoksy czasu. Wciąż się spieszymy. A im więcej w naszym życiu oszczędzających czas technologii i strategii, tym większą czujemy presję czasu. Staliśmy się gatunkiem, u którego z dnia na dzień pojawiły się nowe cechy – szybkie odruchy, szybkie zmiany uwagi, szybkie przełączanie kanałów, szybkie przewijanie. Szybciej stanowi lustro, w którym się przeglądają się nasze czasy i przypomnienie, że pewne rzeczy wymagają czasu.

## Tłumaczenia publikacji na język polski
- Informacja. Bit, wszechświat, rewolucja, Kraków 2012, Wydawnictwo Znak, s. 470, ISBN 978-83-240-2249-6 (The Information. History. Theory, A Flood)
- Szybciej. Przyspieszenie niemal wszystkiego, Poznań 2003, Wyd. Zysk i S-ka, s. 305, ISBN 83-7298-211-2 (Faster 1999)
- Chaos. Narodziny nowej nauki, tł. Piotr Jaśkowski, Poznań 1996, Wyd. Zysk i S-ka, ISBN 83-86211-99-7 (Chaos. Making a New Science 1988)
- Geniusz. Życie i nauka Richarda Feynmana, tł. Piotr Amsterdamski, Poznań 1992, Wyd. Zysk i S-ka, ISBN 83-7150-426-8 (Life and Science of Richard Feynman)